# RPG-40

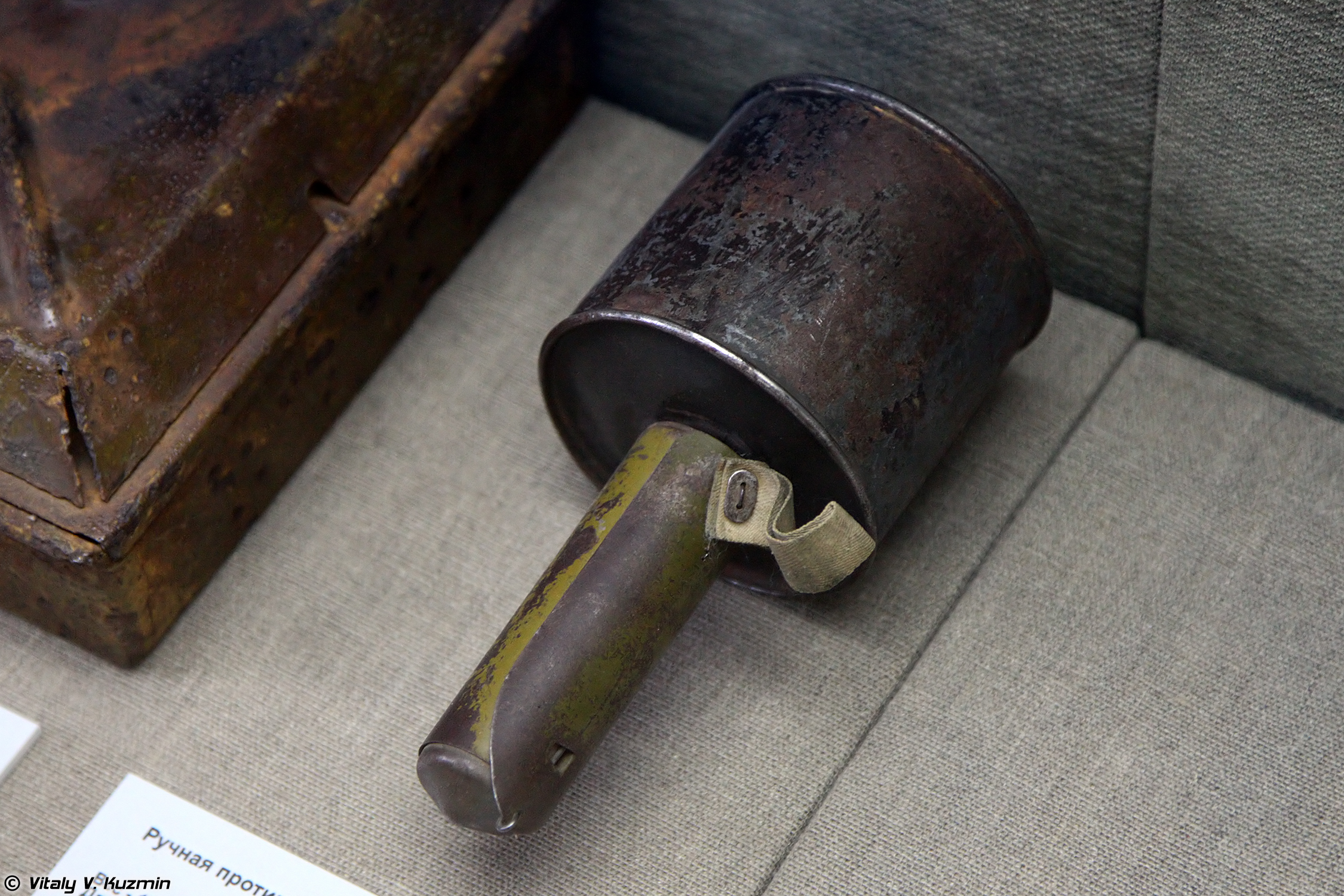
RPG-40 v Muzeu Velké vlastenecké války ve Smolensku

RPG-40 (Ručnaja Protivotankovaja Granata) byl sovětský protitankový granát z druhé světové války. 
Byl zaveden do výzbroje Rudé armády v roce 1940. Spolu s protitankovými puškami byl určen k likvidaci tanků nepřítele. V průběhu války se však ukázalo, že na německé tanky Panzerkampfwagen IV, Panther a Tiger jeho průraznost 22 mm už nestačí, a tak měl být v roce 1943 nahrazen modernějším typem RPG-43 s průrazností okolo 75mm. K tomu došlo jen u některých jednotek, a i tak bylo zbytečné granáty, které už vojáci měli, vyměňovat: Jako zastaralé je rudoarmějci používali proti lehkým obrněným vozidlům a často i proti pěchotě.
Granát vážil 1,22 kg, hmotnost náplně činila 0,612 kg TNT. 